# Hemipus
Hemipus es un género de aves paseriformes perteneciente a la familia Vangidae. Sus miembros son propios del sur de Asia. Tradicionalmente pertenecierno a la familia Campephagidae, posteriormente fueron clasificados transitoriamente en la familia Tephrodornithidae, pero finalmente han sido trasladados a la familia Vangidae.

## Especies
- Hemipus hirundinaceus - oruguero golondrina;
- Hemipus picatus - oruguero alibarrado.